# Manjul Bhargava
Manjul Bhargava (मञ्जुल भार्गव) (Hamilton, Ontário, 8 de agosto de 1974) é um matemático estadunidense nascido no Canadá e de origem indiana. É Professor da Cátedra R. Brandon Fradd de Matemática da Universidade de Princeton. É conhecido principalmente por suas contribuições à teoria dos números.
Foi eleito membro da Royal Society em 2019.

## Publicações selecionadas
- Bhargava, Manjul (2000). «The Factorial Function and Generalizations» (PDF). The American Mathematical Monthly. 107 (9): 783–799. doi:10.2307/2695734. Consultado em 20 de outubro de 2013. Arquivado do original (PDF) em 23 de maio de 2012
- Bhargava, Manjul (2004). «Higher Composition Laws I: A New View on Gauss Composition, and Quadratic Generalizations» (PDF). The Annals of Mathematics. 159: 217–250. doi:10.4007/annals.2004.159.217
- Bhargava, Manjul (2004). «Higher Composition Laws II: On Cubic Analogues of Gauss Composition» (PDF). The Annals of Mathematics. 159 (2): 865–886. doi:10.4007/annals.2004.159.865
- Bhargava, Manjul (2004). «Higher Composition Laws III: The Parametrization of Quartic Rings» (PDF). The Annals of Mathematics. 159 (3): 1329–1360. doi:10.4007/annals.2004.159.1329
- Bhargava, Manjul (2005). «The density of discriminants of quartic rings and fields» (PDF). The Annals of Mathematics. 162: 1031–1063. doi:10.4007/annals.2005.162.1031
- Bhargava, Manjul (2008). «Higher composition laws IV: The parametrization of quintic rings» (PDF). The Annals of Mathematics. 167: 53–94. doi:10.4007/annals.2008.167.53
- Bhargava, Manjul (2010). «The density of discriminants of quintic rings and fields». The Annals of Mathematics. 172: 1559–1591. doi:10.4007/annals.2010.172.1559
- Bhargava, Manjul; Shankar, Arul (2010). «Binary quartic forms having bounded invariants, and the boundedness of the average rank of elliptic curves». arXiv:1006.1002
- Bhargava, Manjul; Shankar, Arul (2010). «Ternary cubic forms having bounded invariants, and the existence of a positive proportion of elliptic curves having rank 0». arXiv:1007.0052
- Bhargava, Manjul; Satriano, Matthew (2010). «On a notion of "Galois closure" for extensions of rings». arXiv:1006.2562v1